# Seznam prezidentů Polska
Toto je seznam prezidentů Polska.

## Polská republika (1918–1939)
- Józef Piłsudski (14. listopad 1918 – 9. prosinec 1922), nebyl prezident, ale „Šéf státu“ – Naczelnik Państwa
- Gabriel Narutowicz (9. prosinec – 16. prosinec 1922), zavražděn
- Stanisław Wojciechowski (prosinec 1922 – květen 1926), odstoupil
- Ignacy Mościcki (1926 – září 1939)

## Polská vláda v exilu (1939–1990)
- Edward Śmigły-Rydz (září 1939)
- Bolesław Wieniawa-Długoszowski (září 1939)
- Władysław Raczkiewicz (1939–1947)
- August Zaleski (1947–1972)
- Stanisław Ostrowski (1972–1979)
- Edward Raczyński (1979–1986)
- Kazimierz Sabbat (1986–1989)
- Ryszard Kaczorowski (1989–1990), rezignoval po volbě Lecha Wałęsy

## Polská republika (1944–1952)
- Bolesław Bierut (1944–1947 prezident Zemské národní rady – Prezydent Krajowej Rady Narodowej; 1947–1952 prezident Polské republiky – Prezydent RP).

## Polská lidová republika (1952–1989)
Komunisté po druhé světové válce zprvu ponechali v platnosti některé předválečné zákony a funkci prezidenta, v roce 1952 ji však zrušili a změnili i jméno země. Poté byla teoreticky kolektivní hlavou státu „Rada státu“; nejdůležitější osobou však byl generální tajemník (v polském prostředí zvaný „první tajemník“) ústředního výboru Polské sjednocené dělnické strany.
Předseda státní rady (Przewodniczący Rady Państwa):
- Aleksander Zawadzki (1952–1964)
- Edward Ochab (1964–1968)
- Marian Spychalski (1968–1970)
- Józef Cyrankiewicz (1970–1972)
- Henryk Jabłoński (1972–1985)
- Wojciech Jaruzelski (1985–1989)

První tajemník Polské sjednocené strany pracujících (Pierwszy Sekretarz KC PZPR):
- Bolesław Bierut (1948–1956)
- Edward Ochab (březen 1956)
- Władysław Gomułka (1956–1970)
- Edward Gierek (1970–1980)
- Stanisław Kania (1980–1981)
- Wojciech Jaruzelski (1981–1989)

Prezident Polské lidové republiky:
- Wojciech Jaruzelski (16. červenec 1989 – 31. prosinec 1989)

## Polská republika (od roku 1990)
- Wojciech Jaruzelski (1. leden 1990 – 21. prosinec 1990)
- Lech Wałęsa (22. prosinec 1990 – 22. prosinec 1995)
- Aleksander Kwaśniewski (23. prosinec 1995 – 23. prosinec 2005)
- Lech Kaczyński (23. prosince 2005 – 10. duben 2010)
  - Bronisław Komorowski, úřadující (10. dubna 2010 – 8. července 2010)
  - Bogdan Borusewicz, úřadující (8. července 2010 – 8. července 2010)
  - Grzegorz Schetyna, úřadující (8. července 2010 – 6. srpna 2010)
- Bronisław Komorowski (6. srpna 2010 – 6. srpna 2015)
- Andrzej Duda (6. srpna 2015 – 6. srpna 2025)
- Karol Nawrocki, úřadující (od 6. srpna 2025)